# Мулдагалиев, Джубан
Джуба́н Мулдагали́ев (каз. Жұбан Молдағалиев; 5 октября 1920, аул Жыланды, Уральская область, Киргизская АССР, РСФСР — 6 октября 1988, Алма-Ата, Казахская ССР, СССР) — казахский поэт. Лауреат Государственной премии СССР (1978), народный писатель Казахской ССР (1985).

## Биография
Родился 5 октября 1920 года в Уральской области Киргизской АССР. Начал печататься с 1939 года. В 1940 году окончил Уральский сельскохозяйственный техникум (Уральск). Происходит из рода байбакты племени байулы Младшего жуза.
Участник Великой Отечественной войны с первого до последнего дня сначала бойцом, затем заместителем политрука, комиссаром артиллерийской батареи. В июле 1942 — мае 1944 — переводчик, а с мая 1944 — корреспондент-организатор газеты «Фронтовая правда» 2-го Белорусского фронта на казахском языке.
С 1958 по 1963 работал редактором журнала «Жұлдыз» («Звезда»). С 1963 по 1971 год — секретарь, затем до 1984 года — первый секретарь правления Союза писателей Казахстана. Одновременно Мулдагалиев являлся секретарем правления Союза писателей СССР, членом Комитета по Ленинским и Государственным премиям в области литературы, искусства, архитектуры при Совете министров СССР, членом Советского Комитета защиты мира, Комитета международной ассоциации писателей стран Азии и Африки. До последних лет Мулдагалиев был членом редколлегии одного из самых крупных литературно-художественных журналов Советского союза «Новый мир».
За пятьдесят лет работы в литературе Мулдагалиевым написаны сотни лирических стихов, полтора десятка поэм, среди которых такие значительные, этапные вещи, как «Песнь о Песне», «Я — казах», «Орлиная степь» и «Сель». За последние две поэмы ему присуждена Государственная премия СССР (1978). Его книга «Разбивший оковы» удостоена Государственной премии Казахской ССР им. Абая (1970).
Джубан Мулдагалиев переводил на казахский язык произведения Пушкина, Лермонтова, Назыма Хикмета, стихи русских поэтов XX века. Произведения самого Мулдагалиева переведены на многие языки народов СНГ и зарубежных стран.

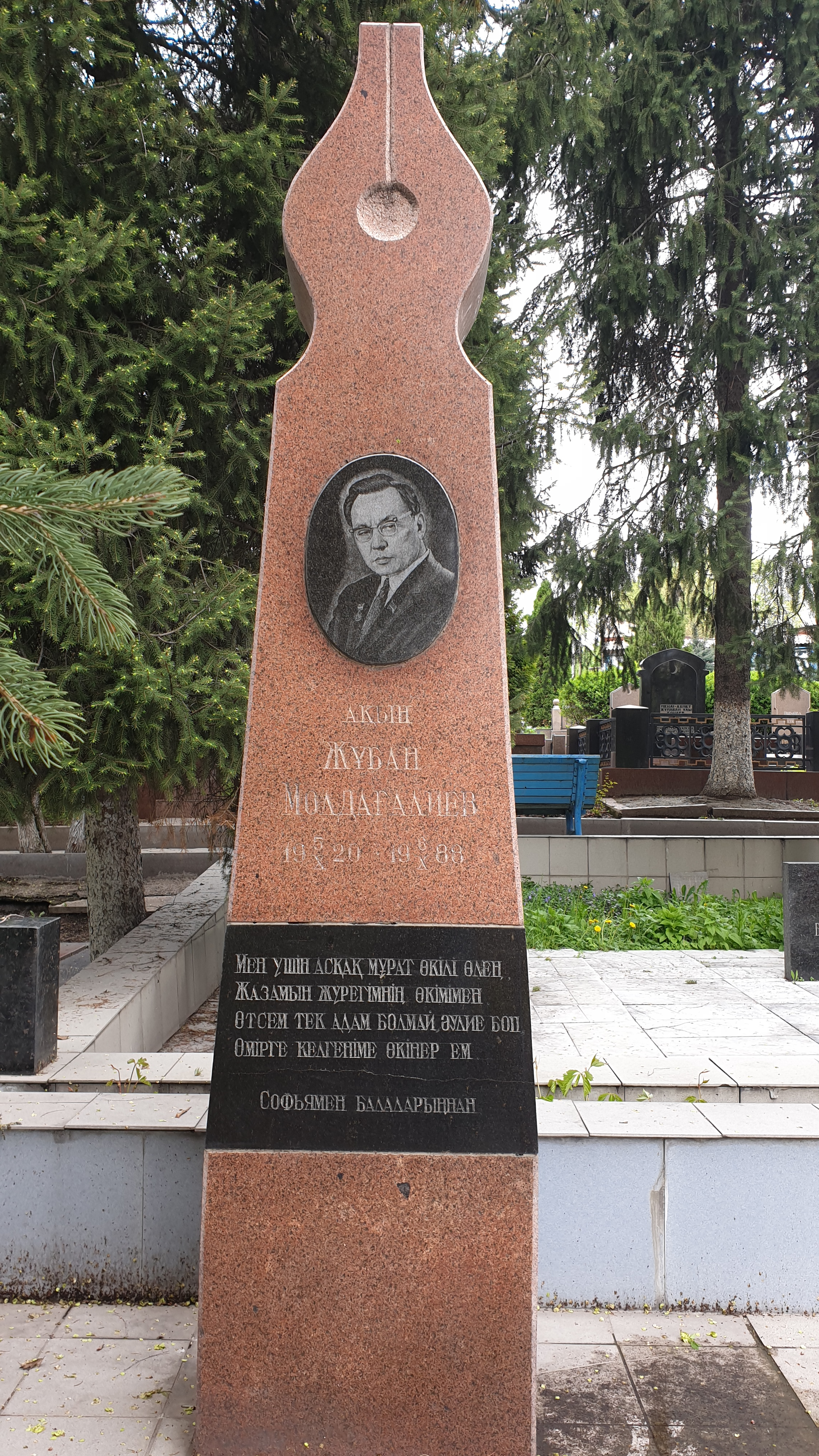
Надгробный памятник над могилой Жубана Молдагалия

## Издания на русском языке
- Песня не умирает. Алма-Ата, 1957
- Песня не умирает. М., 1960
- «Судьба вдовы» Алма-Ата, 1964
- Байга. М., 1966
- «Я — казах» М., 1966
- Годы в песнях. Алма-Ата, 1967.
- Века и мгновенья. Алма-Ата, 1969
- Степной загар. М., 1969
- Тебе. Алма-Ата, 1971
- Стихотворения и поэмы. М., 1972
- Избранное. Алма-Ата, 1972
- Шорохи трав. М., 1972
- Высокие полдни. М., 1974
- Дойду до горизонта. Алма-Ата, 1976
- «Сель». М., Советский писатель, 1977, 1980
- Живу любовью. М., 1978
- Высь. Алма-Ата, 1979
- Голос любви. М., 1981
- «Я — казах». Пер. Р. Казаковой. Алма-Ата, 1985
- Избранные произведения в двух томах. М., 1986
- Сердце оттепели. М., 1988
- Памятные рубежи. М., 1990

## Награды и премии
- Орден Отечественной войны 2-й степени (11 марта 1985)
- Орден Ленина (4 октября 1980)
- Государственная премия СССР (1978) — за поэмы «Орлиная степь» (1974) и «Сель» (1977)[5]
- Орден Трудового Красного Знамени (28 октября 1970)
- Орден Трудового Красного Знамени (28 октября 1967)
- Орден «Знак Почёта» (3 января 1959) — за выдающиеся заслуги в развитии казахского искусства и литературы и в связи с декадой казахского искусства и литературы в гор. Москве
- Орден Отечественной войны 2-й степени (5 июня 1945)
- Медаль «За боевые заслуги» (16 ноября 1944)
- Медаль «За победу над Германией в Великой Отечественной войне 1941—1945 гг.»
- Государственная премия Казахской ССР им. Абая
- Юбилейные медали

## Память
- Памятник в Уральске в честь 100-летия со дня рождения поэта.[6].
- Областная научная универсальная библиотека носит его имя, как и школа № 2.
- Памятник в полный рост Жубана Молдагалиева установлен в центре поселка Чапаево, Акжаикского района, Западно-Казахстанской области .